# Bulle (Urkunde)

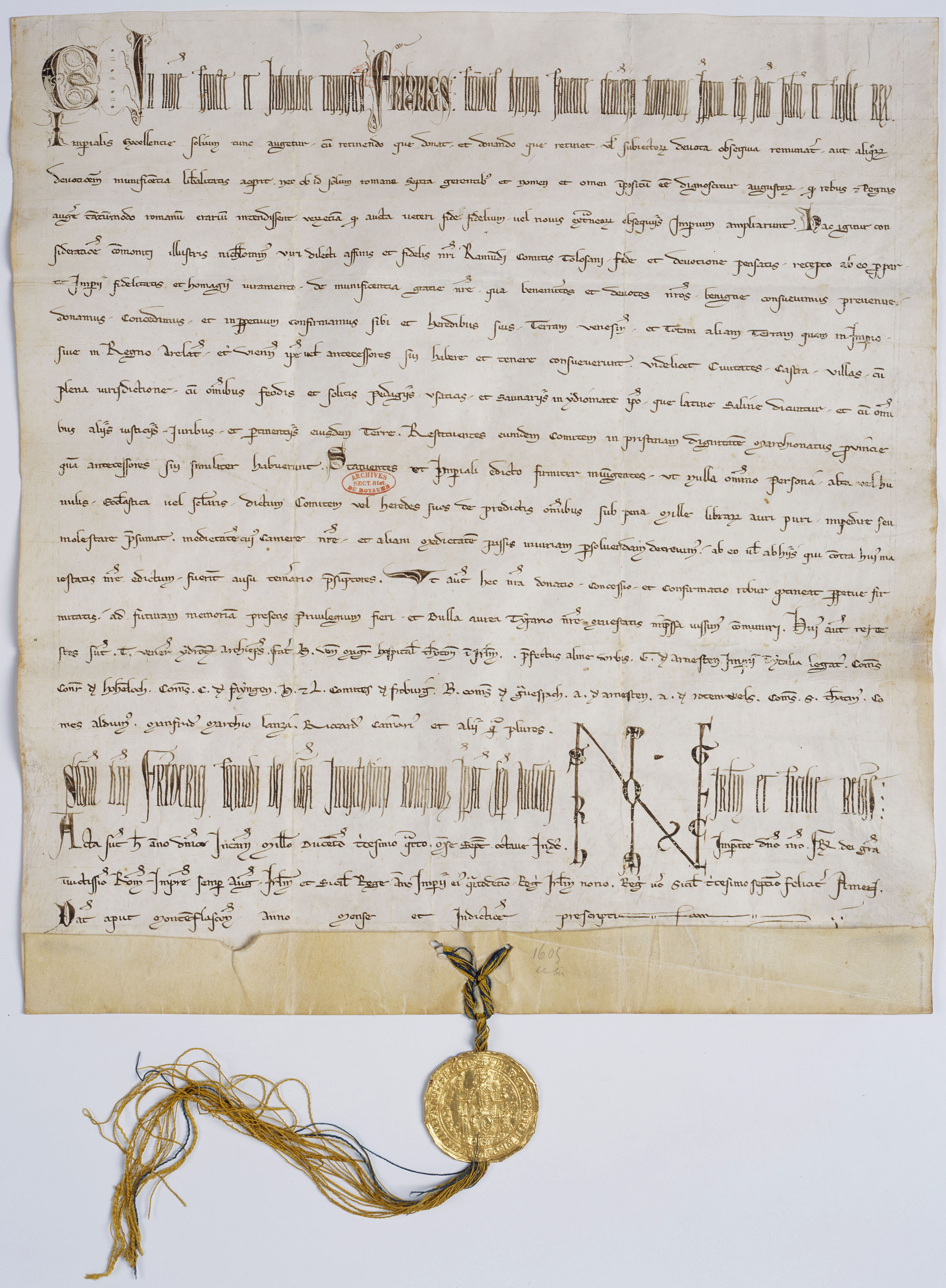
Übertragung des Venaissin durch Friedrich II. an Graf Raimund von Toulouse

Eine Bulle, von lateinisch bulla „Blase“, ist ein Schreiben eines Papstes oder eine andere Urkunde des Mittelalters, die mit einer Bulle (anstatt, wie üblich, mit einem Wachssiegel) beglaubigt wurde. Die Übertragung der Bezeichnung bulla vom Siegel auf die damit beglaubigten Urkunden geschah bereits im Mittelalter; allerdings wurden auch Urkunden mit Wachssiegeln manchmal bulla genannt. In der Diplomatik wird der Ausdruck „Päpstliche Bulle“ in einem engeren Sinne für ganz bestimmte Papsturkunden verwendet. 
 

Die Sitte, Siegel aus Metall, meistens Blei, zu verwenden, entstand in der Verwaltung des Byzantinischen Reiches, wo andere Siegel unbekannt waren. Im Westen waren es vor allem die Päpste, die mit Blei siegelten; sehr selten verwendeten Päpste, Könige und einige andere Fürsten auch goldene Bullen. 